# Oleg Menchikov
Pour les articles homonymes, voir Menchikov.
Oleg Ievguenievitch Menchikov (en russe : Олег Евгеньевич Меньшиков), né le 8 novembre 1960 à Serpoukhov (oblast de Moscou), est un acteur russe de théâtre et de cinéma. Récipiendaire du prix d'État de la fédération de Russie à trois reprises, il est distingué artiste du peuple de la fédération de Russie en 2003.
Le 8 novembre 2010, Menchikov est décoré de l'Ordre de l'Honneur par le président de la fédération de Russie Dmitri Medvedev pour sa contribution au développement du cinéma national.

## Biographie
Oleg Menchikov naît en 1960 à Serpoukhov, petite ville située à 100 km de Moscou. En 1977, il entre à l'École de théâtre M.C. Chtchepkine (Театральное училищe им. М.С. Щепкина) à Moscou.
En 1997 il est président du jury du 20e Festival international du film de Moscou.
En 2004, il reçoit de la France les Palmes académiques.
Oleg Menchikov est lauréat de plusieurs récompenses russes : Nika, Triumpf, prix du Festival Kinotavr, prix d'État de la fédération de Russie (1996), etc.
Depuis 2001, Oleg Menchikov représente en Russie la marque de montres Longines.
De 2012 à 2021, Menchikov est directeur du Théâtre dramatique Maria Iermolova ,. Depuis 2018 - professeur du Département d'Art dramatique de l'Académie russe des arts du théâtre.

### Théâtre
Il commence sa carrière de comédien en 1981 à Moscou au Théâtre Maly (Малый театр) où il ne se fait pas remarquer toutefois. De 1982 à 1985, il effectue son service militaire, en jouant sur la scène du Théâtre central de l'Armée soviétique (Центральный Академический Театр Советской Армии), puis, devient acteur du Théâtre dramatique Maria Iermolova (1985-1989). C'est à cette époque qu'il joue le rôle de Caligula (1990 - 1992) sous la direction de Piotr Fomenko et celui du danseur Nijinski dans "N" (1993).
Un de ses rôles les plus connus est celui du poète Sergueï Essenine dans la pièce de Martin Sherman When she danced au théâtre du Globe à Londres, sa partenaire étant Vanessa Redgrave.
Pour cette performance, il reçoit en 1992 le prix Laurence Olivier (Laurence Olivier Awards: Best actor in a supporting role) de la part de la British Academy of Dramatic Arts.
La pièce est reprise à Paris en 1994 à la Comédie des Champs-Élysées ; le rôle d’Isadora Duncan est tenu par Anny Duperey.
En 1995, il fonde et dirige la Société Théâtrale 814 (Театральное Товарищество 814) dont l'objectif est de soutenir les jeunes acteurs doués et encore inconnus. Il met en scène la première pièce de théâtre montée par TT814, Le Malheur d'avoir trop d'esprit d'Alexandre Griboïedov, où il joue le rôle principal (1998-2000).
Ensuite viennent La Cuisine (2000, mise en scène et rôle principal), une pièce écrite par un jeune dramaturge, Maxime Kourotchkine, puis Les Joueurs (2001–[2003, mise en scène et rôle d’Outetchitelny) de Nicolas Gogol et Le Démon (2003, mise en scène de Kirill Serebrennikov et rôle principal pour lui) de Mikhaïl Lermontov.

### Cinéma
Sa carrière cinématographique commence en 1980, dans le film de Souren Chakhbaziane J'attends et j'espère.
Au cinéma, alors qu'il est encore étudiant, Menchikov s'affirme avec le rôle de Kostik dans La Porte Pokrovski (Покровские Ворота), film TV de Mikhaïl Kozakov sorti en 1982, célèbre dans toute l'U.R.S.S..
Deux films de Nikita Mikhalkov le rendent particulièrement célèbre : Soleil trompeur (Утомленные солнцем) et Le Barbier de Sibérie, ainsi que le film de Régis Wargnier : Est-Ouest et celui de Sergueï Bodrov, Le Prisonnier du Caucase.
Le film Est-Ouest avec sa participation a été nommé pour le César du meilleur film et pour l'Oscar du meilleur film en langue étrangère en 2000.
Sa performance dans les films Soleil trompeur (1994), Le Prisonnier du Caucase (1996) et Le Barbier de Sibérie (1999) est récompensée par le prix d'État de la fédération de Russie respectivement en 1995, 1997 et 1999.

## Filmographie

### Télévision
- 1982 : La Porte Pokrovski : Kostik
- 1984 : Le Capitaine Fracasse (Капитан Фракасс) de Vladimir Saveliev : baron de Sigognac[8]
- 2006 : Le Docteur Jivago (série TV) : Youri Jivago

### Cinéma
- 1982 : La Parentèle  (Родня) de Nikita Mikhalkov : Kirill
- 1982 : Vols entre rêve et réalité (Полёты во сне и наяву) de Roman Balaïan : Sergueï
- 1992 : Douba-Douba  (Дюба-Дюба) d'Alexandre Khvan
- 1994 : Soleil trompeur (Утомлённые солнцем) de Nikita Mikhalkov : Mitia
- 1996 : Le Prisonnier du Caucase  (Кавказский пленник) de Sergueï Bodrov : Kostyline
- 1998 : Le Barbier de Sibérie (Сибирский цирюльник) de Nikita Mikhalkov : André Tolstoï
- 1999 : Maman (Мама) de Denis Evstigneïev : Lentchik
- 1999 : Est-Ouest  (Восток - Запад) de Régis Wargnier
- 2005 : Le Conseiller d'État (Статский советник) de Filipp Yankovsky, d'après le roman de Boris Akounine : Eraste Pétrovitch Fandorine
- 2010 : Soleil trompeur 2 (Утомлённые солнцем-2) de Nikita Mikhalkov : Mitie Arsentiev
- 2013 : Le Légendaire n°17 (Легенда №17) de Nikolaï Lebedev : Anatoli Tarassov, entraîneur
- 2017 : Attraction (Притяжение)  de Fiodor Bondartchouk : le colonel Valentin Lebedev
- 2017 : Gogol. Le Début (Гоголь. Начало) d'Egor Baranov : Yakov Gouro
- 2018 : Gogol. Viy (Гоголь. Вий) d'Egor Baranov : Yakov Gouro
- 2018 : Gogol. La Terrible Revanche
- 2019 : Invasion (Вторжение)  de Fiodor Bondartchouk : le général Valentin Lebedev
- 2020 : Psycho (Псих, feuilleton télévisé) de Fiodor Bondartchouk : Igor, le collègue d'Oleg
- 2021 : Votre Honneur (Ваша честь, feuilleton télévisé) de Constantin Statski : le juge Mikhaïl Romanov
- 2021 : Spoiler (Спойлер, feuilleton télévisé)

## Distinctions

### Récompenses
- 1992 : Laurence Olivier du meilleur acteur dans un second rôle pour When she danced
- 1995 : Prix d'État de la fédération de Russie pour Soleil trompeur
- 1996 : Kinotavr du meilleur acteur au Festival de Sotchi pour Le Prisonnier du Caucase
- 1997 : Prix d'État de la fédération de Russie pour Le Prisonnier du Caucase
- 1997 : Nika du meilleur acteur pour Le Prisonnier du Caucase
- 1999 : Prix d'État de la fédération de Russie pour Le Barbier de Sibérie
- 2004 : Prix de l'excellence Moët&Chandon au Festival international du film de Locarno

### Décorations
- Artiste du peuple de la fédération de Russie (2003)
- Chevalier de l'ordre des Palmes académiques (2003)
- Ordre de l'Honneur (Russie) (2010)